# Instituto de Tecnologia de Esmirna

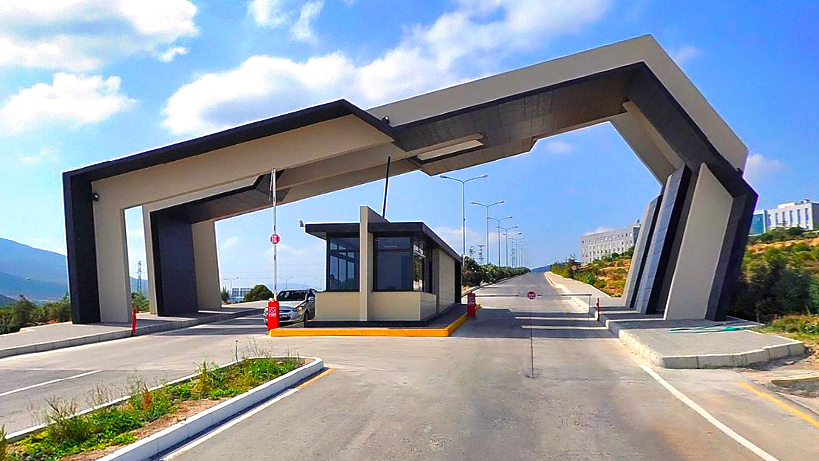
Porta de entrada

O Instituto de Tecnologia de Esmirna (em turco:  Izmir Yuksek Teknoloji Enstitüsü) é um instituto de pesquisa público, localizado em Esmirna, na Turquia. O İYTE mantém uma forte ênfase nas ciências naturais e engenharia.
O meio de instrução em todos os departamentos da İYTE é o Inglês.

## Faculdades e departamentos
O IYTE tem 16 departamentos acadêmicos, a maioria dos quais são organizados em três faculdades. Estes serviços são responsáveis pelos programas de graduação.
- Faculdade de Arquitetura
  - Departamento de Arquitetura 
  - Departamento de Restauração Arquitetônica 
  - Departamento de Planejamento Urbano e Regional 
  - Departamento de Desenho Industrial

- Faculdade de Engineering
  - Departamento de Engenharia Civil 
  - Departamento de Engenharia Química 
  - Departamento de Engenharia Informática 
  - Departamento de Engenharia Electrotécnica e Eletrônica 
  - Departamento de Engenharia de Alimentos 
  - Departamento de Engenharia Mecânica

- Faculdade de Ciência
  - Departamento de Química 
  - Departamento de Matemática 
  - Departamento de Biologia Molecular e Genética 
  - Departamento de Física

Além desses, há Departamento de Línguas Estrangeiras e Departamento Geral de Cursos Cultura.

## Ligações Externas
- İYTE Öğrenci Portalı
- İYTE Haber Sitesi
- İYTE Teknopark